# 袁龙蔚
袁龙蔚（1928年—2004年），男，原籍奉天（今辽宁）凤城，生于北平，中国流变学家，曾任中国力学学会理事，第七、八届全国政协委员。